# 庄他武里
庄他武里又称尖竹汶，位于泰国東部，是庄他武里府的首府。